# 坂本 (東秩父村)
坂本（さかもと）は、埼玉県秩父郡東秩父村の大字。郵便番号は355-0372（小川郵便局管区）。

## 地理
東秩父村北西部に位置する。北で大内沢、大里郡寄居町西ノ入と、東で奥沢と、南東で御堂と、南で皆谷と、 西で 皆野町三沢と隣接する。小字として坂本・内手・新井・大平・栗和田・北貝戸・落合・柴・和知場・上の山が挙げられる。西部を貫流する槻川に沿って県道11号線が縦貫する。県道沿い及び槻川の西側斜面に民家の散在する山村であり、村天然記念物のタラヨウジュ・ヤマザクラ・大欅がみられる。

### 河川
- 槻川 - 都幾川最大の支流。
- 大内沢川

## 歴史
古くは平安時代に成立した玉川領武光荘に属したと言われる。江戸期初めは天領だったが文化9年（1812年）より旗本菅谷氏・旗本森本氏の相給となる。『武蔵国郡村誌』によればこの時期に上坂本村・下坂本村に分村し明治2年（1869年）に再び合併したとされるが、郷帳類では一貫して一村とされる。『武蔵田園簿』によれば村高は131石余、他に紙舟役450文、「元禄郷帳」では249石余、「天保郷帳」では298石余。『旧高旧領取調帳』では吉田吉左衛門知行として293石余が、他に八幡社領として5石余が計上されている。
坂本村は分水嶺の東側にあるが秩父郡の郡管に属する外秩父十五ヶ村のひとつに数えられている。江戸時代には毎月27日に市が立ち、和紙の原料である楮皮が売買された。明治時代に入って1884年（明治17年)には連合戸長役場制により、坂本村は皆谷村・白石村・大内沢村と共に秩父郡坂本村連合戸長役場区域に属した。後の1889年（明治22年）4月1日、町村制施行に伴いこの秩父郡坂本村連合戸長役場区域の4ヶ村は合併して槻川村となり坂本村は槻川村の大字坂本となった。戦後の1956年（昭和31年）には槻川村が大河原村と合併し東秩父村を新設、東秩父村の大字となった。明治26年の凍霜害をはじめ、たびたび凍霜害・雹害を受けている。

### 地名の由来
地内西部の皆新田峠に繋がる坂の下に由来する。

### 沿革
- 1812年（文化9年） - 天領から旗本菅谷氏・森本氏の相給となる。
- 1868年（明治元年）6月17日 - 岩鼻県に所属、岩鼻県秩父郡坂本村となる。
- 1871年（明治4年）
  - 10月28日 - 第1次府県統合により岩鼻県が廃止され、群馬県に編入。
  - 11月14日 - 群馬県の旧岩鼻県で旧武蔵国に当たる地域が入間県に編入、入間県秩父郡坂本村となる。
- 1872年（明治5年）10月10日 - 大区小区制の施行により第六大区第八小区に属する
- 1873年（明治6年）6月15日 - 入間県が群馬県と合併し、熊谷県となる。大区小区は南第六大区第八小区に属した。
- 1876年（明治9年）8月21日 - 第2次府県統合により、埼玉県の管轄となる。
- 1878年（明治11年）- 郡区町村編制法により大区小区が廃止され秩父郡に属する。
- 1884年（明治17年） - 連合戸長役場制により、秩父郡坂本村連合戸長役場区域に属する。
- 1889年（明治22年）4月1日 - 町村制施行により、秩父郡槻川村の大字坂本となる。
- 1956年（昭和31年）8月1日 - 槻川村が大河原村と合併し東秩父村を新設、東秩父村の大字となる。

## 世帯数と人口
2015年（平成27年）10月1日現在の世帯数と人口は以下の通りである。
| 大字 | 世帯数  | 人口  |
| ---- | ------- | ----- |
| 坂本 | 183世帯 | 492人 |

## 交通

### 鉄道
地内に鉄道は引かれていない。下記バス路線を使って小川町駅及び寄居駅が利用できる。

### バス
- イーグルバス - 東秩父路線
- 東秩父村営バス - 寄居線

### 道路
- 埼玉県道11号熊谷小川秩父線
- 埼玉県道294号坂本寄居線
- 埼玉県道361号三沢坂本線

## 施設
- 東秩父村立西小学校
- 槻川郵便局
- 小川警察署槻川駐在所 - 東秩父村のうち大字大内沢・皆谷・坂本・白石を担当とする[10]。
- 東秩父村保健センター
- ふれあいセンター槻川
- 新井区集落センター
- 内手センター
- 柴コミュニティセンター
- 栗和田農村センター
- 上之山集会場
- JA埼玉中央槻川出張所
- 普門寺 - 新義真言宗の仏教寺院[4]。
- 永泉寺 - 臨済宗妙心寺派の仏教寺院[4]。
- 光蔵寺 - 天台宗の仏教寺院。
- 准胝観世音
- 坂本山王神社
- 月枝神社
- 八王子神社
- 天理教堂平分教会
- 坂本グラウンド
- 埼玉県秩父高原牧場 - 1973年（昭和48年）に開設された県営の牧場[11]。埼玉県農林部の管轄[11]。
  - 彩の国ふれあい牧場 - 秩父高原牧場内の一部（約7ha）を一般に公開する観光牧場[11]。

### 廃止された施設
- 東秩父村立西中学校 - 旧称槻川村立槻川中学校・東秩父村立槻川中学校。1975年（昭和50年）に東秩父村立大河原中学校と統合し、現在の奥沢に設置された東秩父村立東秩父中学校となり廃止[4]。